# Cap-d'Ail
Cap-d'Ail (cuyo nombre originario en italiano es Capo d'Aglio) es una comuna francesa situada en el departamento de Alpes Marítimos, de la región de Provenza-Alpes-Costa Azul.  

## Demografía
| 3 541 | 4 200 | 4 282 | 4 402 | 4 859 | 4 532 | 4 997 | 4 709 |
| Para los censos de 1962 a 1999 la población legal corresponde a la población sin duplicidades (Fuente: INSEE [Consultar]) |       |       |       |       |       |       |       |